# Friedrich Waller
Friedrich "Fritz" Waller, född 18 mars 1920, död 15 februari 2004, var en schweizisk bobåkare.
Waller blev olympisk guldmedaljör i tvåmansbob vid vinterspelen 1948 i Sankt Moritz.